# レクサス・LF-CC

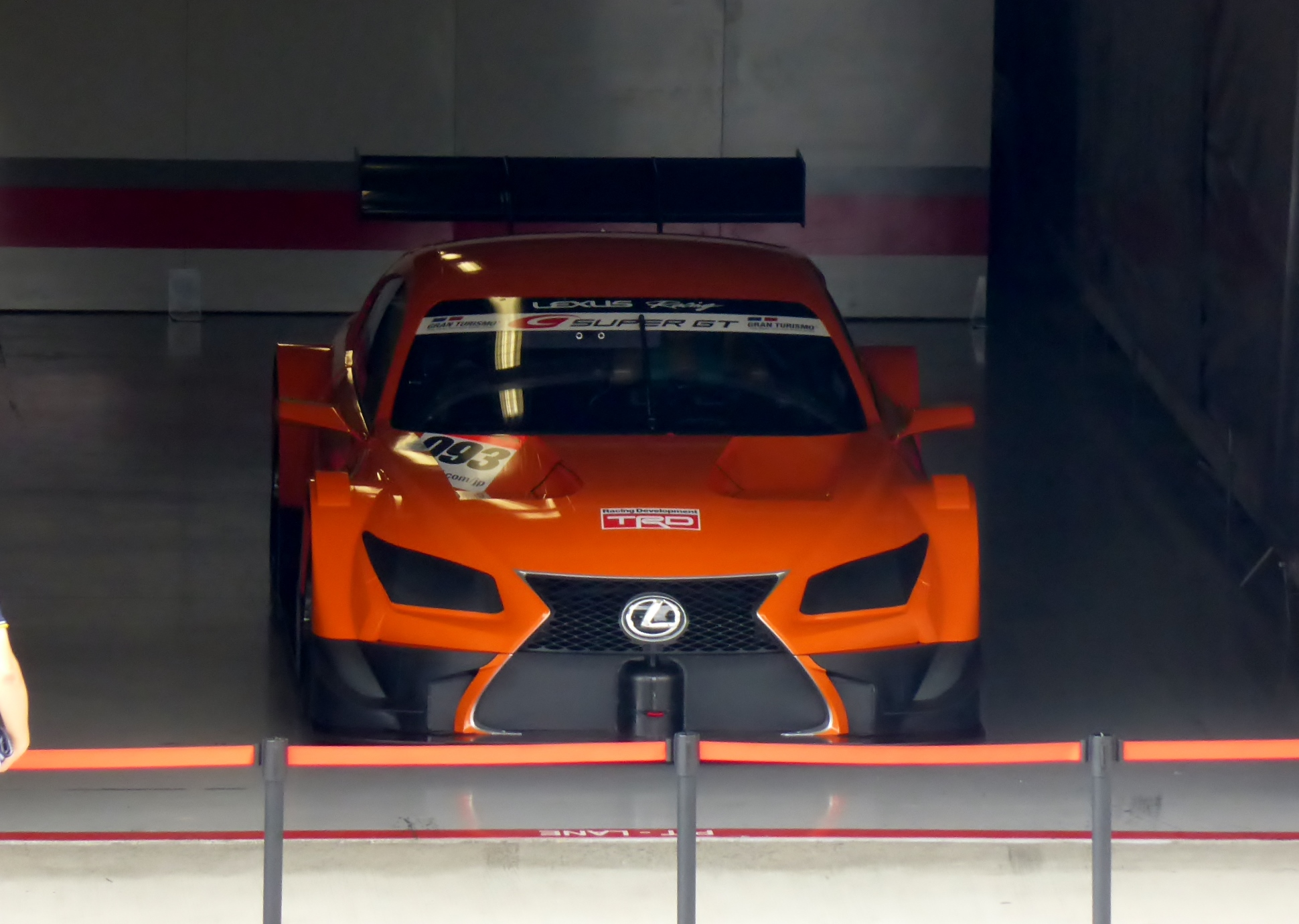
LF-CC GT500

レクサス・LF-CC（Lexus LF-CC）は2012年に発表されたコンセプトカーである。

## 概要
LF-CCは2012年のパリモーターショーで発表された。
将来のラインナップに加わるスポーティエントリーモデルを示唆するコンセプトカーとして、空力・冷却性能に配慮した躍動感あるエクステリアデザインをしている。
インテリアは、メーター・ナビゲーションなどのディスプレイゾーンと、シフトレバー・リモートタッチなどのオペレーションゾーンを明確に分離し、視認性・操作性に配慮したデザインとなっている。「L」をモチーフにしたデザインが各所に散りばめられ、フロントにはレクサス特有のスピンドルグリル、ルーフのシャークフィンアンテナにはハイマウントストップランプが配置される。
ボディカラーは「フルイドチタニウム」というメタリックカラーが採用された。
パワートレインは、新開発の2.5L 4気筒直噴エンジンに2基のモーターが組み合わせた「レクサス・ハイブリッド・ドライブ」が搭載される。
2013年にはSCの後継として、2014年シーズンに投入されるLF-CCをベースにしたGT500車両が発表され、テスト走行を行なった。

## 参照
1. ↑  https://global.toyota/jp/detail/1563369
2. ↑  https://openers.jp/car/car_motor-show/15392
3. ↑   https://lexus.jp/magazine/post/?id=4tkxi9n1n4
4. ↑   https://www.as-web.jp/past/%e6%96%b0gt500%e3%80%81%e9%88%b4%e9%b9%bf%e3%81%a7%e3%83%86%e3%82%b9%e3%83%88%e5%ae%9f%e6%96%bd%e3%80%82%e3%83%ac%e3%82%af%e3%82%b5%e3%82%b9%e3%82%82%e5%88%9d%e8%b5%b0%e8%a1%8c?all
5. ↑   https://response.jp/article/2013/10/06/207944.html